# Tunnels et Trolls
 (janvier 2022).
La mise en forme du texte ne suit pas les recommandations de Wikipédia : il faut le « wikifier ».
Les points d'amélioration suivants sont les cas les plus fréquents. Le détail des points à revoir est peut-être précisé sur la page de discussion.
- Les titres sont pré-formatés par le logiciel. Ils ne sont ni en capitales, ni en gras.
- Le texte ne doit pas être écrit en capitales (les noms de famille non plus), ni en gras, ni en italique, ni en « petit »…
- Le gras n'est utilisé que pour surligner le titre de l'article dans l'introduction, une seule fois.
- L'italique est rarement utilisé : mots en langue étrangère, titres d'œuvres, noms de bateaux, etc.
- Les citations ne sont pas en italique mais en corps de texte normal. Elles sont entourées par des guillemets français : « et ».
- Les listes à puces sont à éviter, des paragraphes rédigés étant largement préférés. Les tableaux sont à réserver à la présentation de données structurées (résultats, etc.).
- Les appels de note de bas de page (petits chiffres en exposant, introduits par l'outil «  Source ») sont à placer entre la fin de phrase et le point final[comme ça].
- Les liens internes (vers d'autres articles de Wikipédia) sont à choisir avec parcimonie. Créez des liens vers des articles approfondissant le sujet. Les termes génériques sans rapport avec le sujet sont à éviter, ainsi que les répétitions de liens vers un même terme.
- Les liens externes sont à placer uniquement dans une section « Liens externes », à la fin de l'article. Ces liens sont à choisir avec parcimonie suivant les règles définies. Si un lien sert de source à l'article, son insertion dans le texte est à faire par les notes de bas de page.
- La présentation des références doit suivre les conventions bibliographiques. Il est recommandé d'utiliser les modèles {{Ouvrage}}, {{Chapitre}}, {{Article}}, {{Lien web}} et/ou {{Bibliographie}}. Le mode d'édition visuel peut mettre en forme automatiquement les références.
- Insérer une infobox (cadre d'informations à droite) n'est pas obligatoire pour parachever la mise en page.

Pour une aide détaillée, merci de consulter Aide:Wikification.
Si vous pensez que ces points ont été résolus, vous pouvez retirer ce bandeau et améliorer la mise en forme d'un autre article.

Tunnels et Trolls (T&T en abrégé) est un jeu de rôle principalement, mais pas exclusivement, médiéval-fantastique, édité pour la première fois en 1975 par Flying Buffalo Inc. (en) et écrit essentiellement par Ken St. Andre. T&T s'est régulièrement modernisé au fil des années et en est actuellement à sa 8e version, toujours sous la plume de Ken St. Andre, parue en 2012 chez Grimtooth.
T&T se différencie de son précurseur Donjons et Dragons, dont il a été le concurrent jusque dans les années 1980, par la plus grande simplicité et la grande souplesse de ses règles, qui permettent de résoudre n'importe quelle situation ou initiative au moyen de mécanismes universels, et aussi par un ton résolument moins sérieux que celui de son précurseur. De ce fait, T&T est particulièrement approprié aux joueurs débutants ou occasionnels : règles facilement assimilables, rapidité du jeu, grande place laissée à l'improvisation.
T&T a été traduit non seulement en français, mais également en italien et en finnois. Il est paru en Allemagne en 1983 sous le titre Schwerter & Dämonen (S&D), la même année que la version allemande de Donjons et Dragons, mais avant cette dernière. Durant les deux premières années de son introduction au Japon, Tunnels et Trolls s'est vendu dans ce pays à plus de 100 000 exemplaires.
Tunnels et Trolls a connu un regain d'intérêt certain depuis la parution de l'édition de luxe en 2015. Cette nouvelle édition, très ambitieuse, fait suite à l'édition française de 2012 et à une campagne de souscription très réussie sur Kickstarter (plus de 125 000 dollars réunis ). Elle se caractérise par son volume inhabituel : près de 400 pages dont un cahier central en couleur et un large chapitre consacré au cadre du jeu, la Terre des Trolls. Dans la foulée ont été publiées en anglais plus d'une dizaine de nouvelles éditions d'aventures en solitaire légèrement adaptées, et plus d'une dizaine de nouvelles aventures à jouer en solo ou en groupe. Les dernières en date, Elven Lords (prévu pour 2019, édition augmentée d'un solo de Michael Stackpole) et The Vaults of K'Horror (2018, une aventure pour groupe inédite d'Andy Holmes suivie de Vampire's Vault, un solo pour sorciers de Ken St. Andre), ont elles aussi été financées chacune par une campagne Kisckstarter ,. En parallèle de cet essor de T&T, les pièges de Grimtooth, une collection de pièges très liée à T&T et à ses auteurs, ont fait eux aussi un bond en avant avec deux souscriptions de Goodman Games sur Kickstarter : 170 000 dollars pour Grimtooth's Ultimate Traps Collection (une sélection des meilleurs pièges de Grimtooth parue en 2015 ) et 50 000 dollars pour Grimtooth's Trapsylvania (une aventure pour groupe autour des pièges de Grimtooth, parue en 2018 ). Côté français, les éditions Narrativiste, aujourd’hui 500 Nuances de Geek, au terme d'un foulancement sur Ulule , publie en 2016 Grimtooth 3.0, qui réunit et réadapte les meilleurs pièges de Grimtooth en les agrémentant de différents scénarios jouables avec les règles de T&T et d'autres jeux de rôle.
Ce développement de la gamme T&T, mené par Rick Loomis, le patron de Flying Buffalo Inc., Steve Crompton, graphiste et illustrateur, Ken St. Andre, le père de Tunnels et Trolls, Liz Danforth, illustratrice et rédactrice, et Bear Peters, auteur, s'est répercuté au niveau international et a débordé du domaine des jeux de rôle traditionnels. En 2016 paraît une version polonaise de la 1re édition des règles de T&T . La même année, MetaArcade développe une application pour tablettes et smartphones permettant de jouer en solo à T&T et édite ainsi plus d'une vingtaines de solos. Surtout, toujours en 2016, GroupSNE sort une version japonaise de T&T qui est un énorme succès. L'éditeur japonais non seulement suivra toute la gamme américaine "de luxe", mais publiera un magazine entièrement consacré à T&T. Impressionnés par la créativité des Japonais, l'équipe américaine décida même de traduire en anglais les morceaux originaux de leur magazine pour T&T dans un opus intitulé T&T Adventures Japan . Une partie de ce matériel a d'ailleurs été utilisée par Flying Buffalo, l'éditeur américain, pour sortir un abrégé des règles sous forme de manga à l'occasion du Free RFP Day en 2018 . En 2020, après une campagne de souscription réussie , l'éditeur espagnol Hirukoa a sorti une version espagnole en format PDF des règles "de luxe"  et de Buffalo Castle . Sont prévues des traductions de Naked Doom, Goblin Lake, Deathtrap Equalizer, et Arena of Khazan pour la suite. Il était même question de publier des BD inspirées du jeu .

## Présentation
À l'origine, Ken St. Andre a essentiellement voulu créer un jeu plus simple et moins onéreux que Donjons et Dragons (D&D), mais il s'est rapidement avéré que la conception même qu'il se faisait du jeu de rôle était profondément différente de celle incarnée par ses concurrents de TSR Hobby Inc.
En effet, ce qui distingue sans doute le mieux T&T, c'est la souplesse et l'ouverture de ses règles. Par exemple, plutôt que d'établir de longues listes et tableaux de compétences avec des pourcentages de maîtrise croissants, T&T permet de mettre à l'épreuve n'importe lequel des attributs d'un personnage, en fonction de la situation. La caractéristique et le niveau de difficulté de la mise à l'épreuve sont déterminés par le maître de jeu (MJ). Au-delà du ton frondeur ou loufoque (par exemple, un joueur interprétant un magicien est encouragé à crier le nom - comique - des sorts qu'il utilise) qui caractérise le style de Ken St. Andre et de la plupart des auteurs de modules de T&T, ce jeu doit sans doute sa survie à l'appel constant qu'il fait à la créativité des joueurs et du MJ.
La plupart des scénarios parus chez Flying Buffalo se jouant en solo, T&T a eu rapidement la réputation d'être un jeu de rôle proche des livres dont vous êtes le héros, mais il s'agit bien d'un système de jeu à part entière. De très nombreuses aventures pour groupe ont été éditées par plusieurs sociétés (comme celles de Judges Guild parues dans les années 1980) et dans plusieurs langues. En 2010, les sociétés publiant des aventures pour T&T et d'autres suppléments sont Flying Buffalo, le « fournisseur historique » et titulaire de la marque et Fiery Dragon (sous licence). Il existe également plusieurs créateurs indépendants, comme Trollbrige Lulu, à l'origine d'aventures considérées[Par qui ?] de bonne qualité, ou encore Peryton Publishing, éditeurs d'aventures dans le magazine Elder Tunnels. Enfin, en 2010, le fanzine gratuit TrolsZine voit le jour et publie, pendant huit numéros des articles, des suppléments et des aventures. La liste des éditeurs autorisés par Flying Buffalo Inc., titulaire de la marque Tunnels & Trolls, et par Ken St. Andre est publiée sur le site de l'édition "DeLuxe".
La version 7.5, parue en 2007, comporte un certain nombre d'innovations détaillées ci-dessous, ainsi que différents suppléments (monstres, sorts, aventure pour groupe et aventure solo). La version 7 est, de l'avis de Ken St Andre, « deux fois plus aboutie qu'un autre produit concurrent en version 3.5 », la comparant ainsi à son concurrent historique, Donjons et Dragons.
La dernière version est la version française, encore plus évoluée, éditée en mars 2012 par Grimtooth sous licence de Flying Buffalo Inc. La version française connue des vieux joueurs est la traduction de la version 5 éditée en 1984 par Jeux Actuels, qui n'a été suivie que de 2 aventures en solitaire outre le solo qui accompagnait le livre des règles. En 2014, la gamme de produits en français pour Tunnels et Trolls 8 compte 4 solos et 3 aventures pour groupe, ainsi qu'un mini-solo. Enfin, Grimtooth 3.0 : l'encyclopédie des pièges machiavéliques, édité en 2014 par Narrativiste Éditions, compilation des meilleurs pièges de la série des Grimtooth's Traps conçue (en 7 volumes) par la même équipe qui a fait Tunnels et Trolls chez Flying Buffalo, comporte des caractéristiques techniques pour Tunnels et Trolls 8.

### Le système de Tunnels et Trolls
Elle représente un avantage certain pour les rôlistes qui ont adopté ce système de jeu, mais un handicap pour ceux qui sont habitués à des jeux de rôle plus complexes, aux règles plus volumineuses.
Tunnels et Trolls a cependant évolué au fil des éditions. Les règles, qui faisaient une vingtaine de pages à l'origine, en font plus de 200 dans l'édition américaine dite "de luxe".
Le doublet, le triplet ("exploding dice"), les dommages inévitables, les dommages spéciaux, le fluide (pour lancer des sorts), et surtout les talents (mis à l'épreuve comme les attributs) sont autant de mécanismes modernes qui permettent de rendre le jeu plus amusant et intéressant sans compromettre sa simplicité fondamentale.
C'est d'ailleurs cette simplicité qui rend ce jeu de rôle jouable en solo.
Les spécialistes (voir Jeu de rôle magazine n° 30) relèvent l'originalité des mécanismes suivants :
·      Dans T&T, chaque « camp » totalise un certain nombre de points d’attaque. Le camp qui en a le moins perd, et la différence figure le nombre de points de dommage à répartir entre les membres du camp perdant. Ensuite, la tactique des joueurs et la configuration du terrain déterminent le nombre et la composition de chaque camp. Depuis la 7e édition, les talents permettent de réaliser des actions spéciales au combat.
·      Les points d’armures viennent en déduction des points de dommage.
·      Le système des « jets de protection », destiné à voir si un personnage se sort d’un traquenard, est initialement basé sur la chance, puis étendu à tous les attributs (à partir de la 5e édition) et aux talents (avec la 7e édition), devenant un système universel de « mise à l’épreuve » qui a largement influencé le système d20.
·      Dans T&T, chaque sort jeté « pompe » plus ou moins l’énergie du jeteur de sort. Au début, ces points de magie étaient déduits de sa force. Depuis la 7e édition, ils sont déduits d’un nouvel attribut, le « kremm » ou « fluide ».
·      C’est Ken St. Andre qui, le premier, décida de créer un système permettant non seulement de jouer des personnages humains et humanoïdes, mais également ce qu’il était convenu à l’époque de nommer des « monstres » : trolls, gobelins, ogres, vampires et loups-garous, etc.
·      Buffalo Castle (Château-Bison), un « solo » pour T&T paru en 1976, fut la première aventure jouable sans MJ, bien avant les « aventures dont vous êtes le héros » et autres livres-jeux.
·      Ken St. Andre adopte d’emblée un style direct et décalé, à la fois pour mieux faire comprendre le jeu et pour mieux faire comprendre… qu’il s’agit bien d’un jeu ! Créatif, Ken St. Andre aime balancer des noms bizarres pour stimuler l’imagination du lecteur ou simplement l’amuser. Cette manière de ne pas se prendre trop au sérieux a permis à l’auteur de désacraliser les règles et de libérer la créativité des joueurs.
·      Enfin, l’une des devises de T&T est : le « role-play » plutôt que le « roll-play ». Ce jeu de mots inventé par Flying Buffalo pour faire la pub de T&T signifie que, dans ce jeu, il ne s’agit pas simplement de « rouler des dés » (« roll-play »), derrière un paravent ou non, mais bien de jouer un personnage « pour de vrai ».

### L'univers de Tunnels et Trolls
Le cadre du jeu (le "background") n'avait jamais été décrit nulle part, ce qui incitait certes les joueurs à inventer ou à utiliser le cadre de leur choix, mais qui était décevant par rapport à tout ce qui se faisait pour d'autres systèmes de jeu. Ainsi, il n'est pas rare de trouver des joueurs de T&T utiliser un univers prévu pour d'autres systèmes de jeu, comme par exemple l'univers de Glorantha, normalement prévu pour le jeu RuneQuest.
Cependant, les règles et de nombreux suppléments fournissent quelques informations sur l'univers de T&T : la Terre des Trolls ("Trollworld"), dont il existe depuis longtemps différentes cartes. De nombreux suppléments donnent des détails notamment sur l'empire de Khazan et certaines de ses régions, comme l'île de Phoron et sa capitale, La Mouette ("Gull"). Des nouvelles situées dans cet univers ont été publiées sous la plume, notamment, de Ken St. Andre, et le premier jeu pour PC basé sur Tunnels et Trolls, Crusaders of Khazan, comporte de très nombreux détails sur le continent du Dragon et les îles qui l'entourent.
Enfin, après avoir écrit une chronologie de l'histoire de la Terre des Trolls pour l'édition canadienne 7.5 de Tunnels et Trolls, Ken St. Andre a commencé à en dire plus sur le cadre de jeu dans la partie "Trollworld" de la version américaine "de luxe" des règles parue en 2015, qui comporte de nombreuses cartes en couleur.

#### Le livre de la Terre des Trolls
Cela a servi de base au travail de l'éditeur français, Grimtooth, a publié début 2019 un livre de la Terre des Trolls . Ce livre n'est pas uniquement une traduction de la partie de l'édition de luxe américaine consacrée à "Trollworld", mais comporte surtout de nombreux textes inédits de Ken St. Andre, mais aussi Bear Peters, Liz Danforth, Mike Stackpole, et d'autres, consacrés à différentes parties de la Terre des Trolls. Le livre, de près de 300 pages, comporte deux scénarios.
[Quatrième de couverture :] "La Terre des Trolls est célèbre dans tout l’univers pour sa concentration exceptionnelle en kremm, énergie magique à l’état pur grâce à laquelle cette planète a donné vie aux pierres mêmes qui la composent. Ouvrant des brèches innombrables dans le multivers pour faire main basse sur ses richesses, des dieux-sorciers ivres de pouvoir s’y sont mené une guerre sans merci. Ainsi, la Terre des Trolls a vu le déferlement d’armées gigantesques jetées les unes contre les autres sur terre, sur mer, dans les airs et dans les tréfonds par ces maîtres déments. Elle a été parcourue de secousses, de cataclysmes et d’explosions titanesques qui sont allés jusqu’à recomposer et remodeler les continents de sa surface. Et elle a survécu, car, comme ses premiers rejetons, la Terre des Trolls se régénère.
Ce livre est votre guide pour y survivre. Apprenez son histoire et sa géographie, faites connaissance avec les espèces qui la peuplent et, peut-être, vous pourrez un jour vous y tailler une place à votre tour !

Le livre que vous tenez entre les mains décrit la Terre des Trolls, l’univers mythique dans lequel se déroule le jeu de rôle Tunnels & Trolls depuis des décennies. Le but de ce livre est de fournir un cadre souple et ouvert à vos parties de T & T, un univers de jeu qui soit à la fois familier et excitant. Il ne s’agit ni d’une encyclopédie exhaustive ni d’un carcan, mais bien d’un tremplin pour votre imagination, dans l’esprit de Tunnels & Trolls. Vous y trouverez également un scénario de Michael Stackpole et une aventure pour groupe de Ken St. Andre, Bear Peters et Liz Danforth."
Ce livre a reçu un excellent accueil de la critique (www.scifi-universe.com , Rôliste TV , Ind100 , le Fix ) et des rôlistes (voir notamment Le Grog  et le Cyberespace de Jérôme Darmont ), non seulement pour la lacune qu'il vient combler, mais aussi pour ses qualités intrinsèques et la possibilité de s'en servir facilement pour n'importe quel JDR. Du coup, dans l'équipe de JDR Magazine consacre 4 pages, dans son numéro 51 , à une rencontre avec le traducteur de Tunnels & Trolls.

## Historique de la publication
La plupart des règles sont parues en anglais, sauf la cinquième édition qui est parue non seulement en anglais, mais aussi en français, en allemand et en japonais.
- 1975 : parution de la première édition de T&T.
- 1976 : parution de la seconde édition de T&T.
- 1977 : parution de la troisième édition de T&T.
- 1978 : parution de la cinquième édition de T&T.
- 1979 : parution de l'édition 5.5 (la cinquième édition revue et corrigée à laquelle des règles ont été ajoutées,  le hobbit qui y a été renommé pour des questions de droit d'auteur[précision nécessaire]).
- 2005 : parution de l'édition spéciale trentième anniversaire.
- 2008 : parution de la version 7.5.
- 2009 : parution d'un supplément intitulé Delver's Pack.
- 2012 : parution de la version 8, en français seulement pour l'instant, mais qui sert de base à l'édition de luxe américaine.
- 2019 : parution du livre de la Terre des Trolls, en français seulement pour l'instant, mais basé pour un tiers de son volume sur le chapitre "Trollworld" de l'édition de luxe américaine.

Il n'y a pas de sixième édition, Ken St. Andre considérant que la kyrielle de règles additionnelles mises sur le net par des fans constitue à elle seule la sixième édition.

### Cinquième édition
Les règles, toutes contenues en 100 pages au format letter, sont organisées en 3 chapitres, qui permettent de se familiariser avec les règles de manière progressive et fluide. Les différentes parties sont les suivantes :
- Introduction aux règles de base contient les règles qui permettent :
  - la création et l'équipement d'un guerrier humain,
  - la gestion de combats,
  - la création de monstres,
  - l'attribution de points d'expérience.
- Développement contient les règles avancées permettant :
  - la création de trois spécialistes (guerrier, guerrier-sorcier, et filou),
  - la création de personnages non humains (nain, elfe, fée, hobbit et lutin),
  - la gestion des passages de niveau,
  - les règles de magie,
  - la gestion d'armes de jet et des combats sans armes,
  - la personnalisation des monstres,
  - et enfin un mini-donjon, clôturant ce chapitre.
- Élaboration est une partie que seul le meneur de jeu utilise ; cette partie permet la création de scénarios indépendants ou de campagne, et est constituée de :
  - la création de villes et de mondes,
  - divers points de règles utiles pour la gestion d'une campagne (création de trésors, utilisation de figurines, etc.),
  - diverses précisions sur les règles de tir à l'arme à feu et sur les armes.

En plus du livre de règles, l'édition française était livrée avec 2 fascicules :
- Château du buffle est un scénario solo de 20 pages (type livre dont vous êtes le héros),
- Castle Ward est un scénario d'introduction pour joueurs débutants de 7 pages plus une page de plans.

Points forts de ces règles
- un système de magie désopilant (nom des sorts et effet : toc toc permet l'ouverture magique de portes, goudouebeurk! permet de changer la pierre en boue),
- des règles simples, claires et bien organisées (ce qui était assez rare à l'époque)
- une panoplie d'armes, d'armures et de boucliers la plus détaillée jamais parue[réf. nécessaire] dans une règle de jeu de rôle médiévale-fantastique.

Apports de l'édition 5.5
Une relecture des règles et la correction d'erreurs mineures, plus :
- Chronology of Trollworld, une tentative de background, le monde de T&T étant entre la Renaissance italienne et le Moyen Âge anglais, son histoire jusqu'à l'arrivée des aventuriers.
- diverses règles additionnelles (notamment une révision de la création de personnages, de nouveaux types de professions, et les prix de différents accessoires et services, des règles alternatives de combat, ...).

### Édition spéciale "trentième anniversaire"
Contenu
- un carnet à spirale métallique de 120 pages (les règles de Ken St Andre)
- un livret "Alternate Rules" de 32 pages (les règles additionnelles provenant de différents auteurs)
- un livret "Monsters and Magic Book" de 20 pages (présentation détaillée de quelques monstres),
- trois planches de 24 pions pré-découpés (une de monstres, une d'humains et une d'objets divers),
- quatre dés à six faces,
- une feuille quadrillée pliée en 20 servant à la gestion des combats,
- un CD-ROM dans une pochette scellée contenant :
  - le jeu vidéo "Crusaders of Khazan" (en version DOS)
  - son livret-guide (50 pages)
  - le scénario en solitaire "Buffalo Castle" (33 pages)
  - "Combat Examples" (15 pages)
  - "Extended Equipment" (21 pages)
  - deux versions de feuille de personnage (7e édition et règles alternatives)
  - une version électronique des planches de pions

Nouveautés apportées par cette édition
- 2 caractéristiques supplémentaires proposées (le kremm, ou fluide, et la vitesse),
- de nouveaux types de personnage, le citoyen (le touche-à-tout), le ranger (spécialiste du tir à l'arc), les sorciers spécialisés dans un type de magie, les meneurs (chefs de groupe au charisme et à la force de persuasion quasi-surnaturelle),
- tous les types de personnages (sauf le citoyen) possèdent des talents propres, reflets de leur spécialisation,
- les points d'expérience ne servent plus à monter de niveau, mais à acheter des augmentations (en termes de compétences, de talents, etc.),
- des dommages inévitables ("spite damages") peuvent être subis au cours d'un tour de combat gagnant et malgré les protections portées. Chaque "6" lancé aux dés par le camp adverse équivaut à un point de dommage inévitable. Du coup, même un personnage puissant peut être rapidement diminué à force de combattre des ennemis, même de force inférieure. Toutefois, la CONS peut être réduite jusqu'à -10 avant d'entraîner la mort.
- les monstres dont le classement monstrueux diminue au cours du combat conservent le même nombre de dés. Seul leur bonus de combat diminue (il est toujours égal à la moitié du CM, arrondie à l'entier supérieur).
- la vitesse compte dans le calcul du bonus de combat et les personnages sont un peu plus puissants (les guerriers obtiennent un bonus supplémentaire de 1 point au combat par niveau, les rogues démarrent avec tous les sorts de premier niveau, chaque personnage démarre avec un talent, etc.), ce qui contre-balance les avantages accordés aux monstres et l'inconvénient des dommages inévitables.

### Huitième édition
La version 8 des règles de Tunnels et Trolls est parue en mars 2012 chez Lulu.com (uniquement en format papier et en français) sous licence de Flying Buffalo.
Cette édition française produite par Grimtooth est basée sur la version 7/7.5, complétée par certains passages de la version 5/5.5 et par certains éclaircissements de Ken St. Andre. La présentation diffère cependant des versions publiées par Fiery Dragon. Le livre est publié en format A4, avec couverture souple à dos carré collé en couleur et fait environ 135 pages.
Surtout, cette version n'existe qu'en français et, selon Ken St. Andre, « représente la meilleure version de T&T au monde ».
Les illustrations comprennent toutes celles de la version classique ainsi que de nombreuses illustrations nouvelles ou rares de Liz Danforth. C'est Steve Crompton (en), autre grosse pointure du jeu de rôle aux États-Unis, qui est responsable de la maquette et du graphisme.
La conception du livre privilégie la simplicité et la clarté : pas de grisés ou de motifs de fond, mais un texte noir très lisible sur une page blanche. Les illustrations sont presque toutes des encres de chine (N&B) assez fines.
Une comparaison rapide avec le coffret de la version 7.5 montre que le Monsters & Magic Book a été intégré dans le livre des règles même, mais qu'il n'y a aucun autre supplément (dés, cartes, solo, module, livre de sorts ou de monstres supplémentaire). En revanche, le livre de base même comporte donc une liste de monstres complète et détaillée (avec indication des dommages spéciaux qu'ils sont susceptibles d'infliger), dont le point commun est qu'ils vivent tous sous la terre. Certaines descriptions comportent des détails sur le milieu des monstres et leurs interactions qui permettraient de fournir un cadre à un scénario en souterrain.
Une partie importante est consacrée à l'équipement, avec un glossaire détaillé des armes. Les personnages peuvent se battre avec des armes exotiques (griffes de tigre, chakrams, terbutjes) pour une personnalisation accrue.
Ne figurent dans la version 8 ni les exemples de combat ni la chronologie de la terre des trolls de la version 7.5.
Par contre, la version 8 comporte une partie importante sur les poisons et sur les armes à feu (absente de la version 7), complétée par certaines règles tirées de la version 5. La version 8 comporte également une partie sur le combat à distance, pour un combat plus varié, et une autre donnant des conseils aux maîtres de jeu.
Les principales innovations par rapport à la version classique sont la création d'un attribut (le kremm ou fluide) permettant le jet de sorts, l'apparition des dommages inévitables au combat, les attaques spéciales des monstres, la création de 4 écoles de magie et de mages spécialistes évoluant hors de la Guilde des Sorciers, de deux autres types de spécialistes (les meneurs et les tireurs d'élite) et des citoyens (essentiellement PNJ, mais aussi éventuellement pour des personnages très spécialisés : alchimistes par exemple), la création des talents (très importante pour mieux définir et faire évoluer un personnage) et le bouleversement de la notion de niveau (qui dépend de certains attributs liés au type du personnage, et non plus directement des points d'expérience) et des règles de bonus de niveau.
Parmi les autres changements, relevons l'importance accrue des armes à feu et des armes de jet, la règle du loupé et celle du rattrapage de justesse pour les mises à l'épreuve (anciens "jets de protection"), la création de règles sur les objets magiques, des règles sur le maniement d'armes trop lourdes, pour combattre comme un fou furieux ou pour attaquer avec une arme dans chaque main, des règles pour adapter les armes aux différentes espèces, le remaniement du grimoire pour tenir compte des nouvelles règles de niveau (moins de niveaux, mais plus de sorts) et quelques petites adaptations pour rééquilibrer les différents types de personnages (entre guerriers, sorciers, filous et parfaits).
Gamme de produits de la huitième édition.
- Château Bison par Rick Loomis (en). Nouvelle version de la première aventure en solitaire jamais écrite pour un jeu de rôle, spécialement adaptée à la version 8 de Tunnels et Trolls, presque entièrement ré-illustrée par Liz Danforth et partiellement réécrite par Rick Loomis, avec l’aide de Ken St. Andre. Ce solo est réservé aux personnages de premier niveau, de tout type et de toute espèce, bien qu’elle soit probablement mieux adaptée aux humanoïdes guerriers. Votre aventurier débutant décroche son premier job : rapporter une fiole de bile de dragon à un apothicaire de Khosht. Pour mener à bien cette mission, une visite au propriétaire de Château Bison, juste aux portes de la ville, est la solution la plus simple et la plus rapide. Bison est un mage célèbre, puissant, immensément riche, généreux à ses heures, mais juste un tout petit peu fêlé.

- Le Nain Ivre par Ken St. Andre. C’est une belle journée. Votre groupe sort du bazar de Khosht les poches un peu vides lorsque vous tombez sur le capitaine Tarndag, un nain aux allures de barrique de bière, qui recrute des mariniers en arpentant le port un grand broc à la main. Ça tombe plutôt bien, vous cherchez à regarnir vos bourses et un peu d’aventure ne vous ferait pas de mal. Un coup d’œil à l’équipage, apparemment aguerri, emporte votre décision. Enfin, lorsque vous apercevez, parmi les passagers, l’admirable Halagalatindoufiel, dite “Hala”, elfe ménestrelle de son état, vous n’avez plus aucun doute : c’est une bien agréable croisière qui vous tend les bras ! Mais vous vous êtes peut-être réjouis un peu vite, car vous comprenez bientôt pourquoi Tarndag vous a pris dans son équipage… Le Nain Ivre est une aventure de Ken St. Andre s’adressant à un groupe d’aventuriers débutants.

- À la poursuite du serpent d'argent par Ken St. Andre. Cette aventure pour Tunnels et Trolls 8, écrite par Ken St. Andre, s’adresse à un groupe d’aventuriers aguerris. Leur mission : rapporter un peu de venin du légendaire serpent d’argent, l’animal fabuleux dont l’antre se trouve dans les cavernes de la Pierre de Troll, dont l’origine se perd dans la nuit des temps. Il se peut toutefois que les orques du clan du Loup Pourpre, qui ont élu domicile dans ces mêmes cavernes, ne voient pas les choses du même œil. Cette aventure nécessite au minimum un maître de jeu et un joueur (ayant plusieurs personnages), ainsi que, bien sûr, les règles de Tunnels et Trolls. Bien que conçue en principe pour un groupe d’aventuriers aguerris (au moins de niveau 2 ou 3), le MJ pourra facilement en adapter la difficulté à un groupe plus faible ou plus puissant.

- Le lac aux gobelins par Ken St. Andre. Cette aventure en solitaire pour Tunnels et Trolls 8 a été spécialement conçue pour un gobelin de niveau 1 à 3, bien que vous puissiez également y envoyer un Nain, un hobbit ou même un humain de petite taille. Tous les types de personnages peuvent s’y aventurer, mais la magie n’y fonctionnera pas. Dans l’eau glacée jusqu’aux genoux, vous vous glissez difficilement à travers la crevasse menant aux cavernes souterraines du légendaire « lac aux gobelins », où vous espérez retrouver vos semblables… et peut-être un peu plus. Remontant votre pagne en peau de lézard sur vos hanches écailleuses avec un dernier grognement, vous franchissez les rochers gluants qui vous barrent le passage pour pénétrer silencieusement dans les vastes grottes au lichen phosphorescent qui, d’après ce qu’on dit, empêche la magie mineure de faire effet. La gorge serrée, vous avancez dans l'obscurité...

- Le dépouillement dernier est la première aventure en solitaire jamais écrite par Ken St. Andre. C'est également la seule à être à la fois disponible en version papier et en version électronique (respectivement sur Lulu[32] et sur RapideJDR). Elle est conçue pour des humanoïdes guerriers de niveau 1 ou 2. Ils vous ont pris… et vous êtes maintenant dans de beaux draps ! La Cité de Khazan n’est pas connue pour chouchouter les criminels, et vous êtes condamné à subir l’épreuve de châtiment et de correction du royaume (euh... de l'empire !) de Khazan. On vous amène dans les catacombes, sous le Palais de Justice de Khazan. Là, vous êtes dépouillé de vos vêtements, armes, objets de valeur, et de tout le reste. C’est dans le plus simple appareil qu’il vous faudra traverser le dédale souterrain devant vous. Peut-être parviendrez-vous à sauver votre peau et, qui sait, à en ressortir plus riche ?

- Les Cavernes de Lan-Faer par Ken St. Andre. Parue en 2013, cette aventure géante pour personnages débutants de type guerrier et de niveau 5 maximum est idéale pour les jeunes trolls, les ogres encore imberbes, les minotaures au pelage doux… et pour des demi-orques particulièrement coriaces ! Lorsque les aventuriers parlent des lieux étranges qu’ils ont vus dans les cavernes de la Terre des Trolls, ils évoquent parfois l’histoire de la Forêt des Champignons Géants. On raconte qu’elle se trouve quelque part à l’est de Tharothar et que son accès est gardé par une puissante magie. La plupart disent que c’est un mythe. Aucun sorcier n’a jamais vu cette forêt. Et aucun ne la verra jamais. Il s’agit d’une aventure en solitaire "longue durée". Si vous y envoyez un troll, un balrogue ou l’une de ces créatures terrifiantes, ce sera une véritable campagne de jeu, le but étant d’amasser un trésor d’une valeur d’au moins 10 000 pièces d’or. Votre personnage y fera de nombreuses rencontres toujours plus périlleuses, se perdra maintes fois dans le dédale de galeries et de grottes souterraines, et parviendra peut-être jusqu’à la légendaire Forêt des Champignons Géants, à moins qu’il ne découvre les ruines de la mythique cité engloutie de Lan-Faer, ou encore le lac du mal absolu… Si vous y envoyez un ogre, celui-ci sera lâché directement dans la Forêt des Champignons Géants pour accomplir le rite d’initiation à l’âge adulte. Le point d’entrée sera le même si vous y envoyez un personnage de taille raisonnable, peut-être un Nain ou un demi-orque.

- Les jungles-araignées de Boomshartak[33] par Kabuki Kaiser. Parue en 2014, cette aventure pour groupe est une création française. La couverture est signée Didier Guiserix et les illustrations intérieures sont de Greg Suriano (qui avait déjà illustré le solo Captif d'Yvoire pour Flying Buffalo). Cette aventure est spécialement conçue pour des trolls de la jungle, mais peut être adaptée sans effort pour un groupe d’aventuriers chevronnés de n’importe quelle autre espèce (niveau 2 ou 3 avec un bonus de combat de 30 environ chacun). Passés le gué tortueux de la Dajja et le défilé qui serpente à travers la chaîne des Haches, une piste s’enfonce dans les jungles d’Ahng Khor, en lisière du territoire naga. C’est là, sous la grande canopée, que se trouvent les légendaires 9 999 marches, une antique voie en raidillon qui se perd dans les futaies du nord. Au terme du périple, une cité morte flanquée de trois ziggourats immenses où rôde encore un mal ancien. Le jeu en vaut la chandelle, pourtant, car la victoire gagnera aux aventuriers intrépides un accès temporaire vers les terres des Nagas et leur puissante magie. Sans compter l’œuf du Shantak doré, récompense suprême pour les trolls de la jungle qui formeront peut-être le groupe d’expédition… Il faudra bien sûr composer avec les hommes-crapauds, les arachnides, toute une galerie de sorciers un peu foutraques et d’inquiétants vestiges interstellaires mais, au bout du chemin, c’est la promesse de récompenses fabuleuses et d’un retour en héros !
- Le Cercle de Glace[34], un mini-solo de Paul Creelman paru fin 2014 uniquement en version PDF. Il est par la suite sorti au format A5 chez Lulu.com en duo avec L'Abîme (voir ci-dessous). Couverture et illustrations intérieures de Stephan Peregrine. Ce mini-solo polaire pour Tunnels et Trolls 8 est conçu pour des personnages de niveau 1 à 4 ayant un bonus de combat de 70 au maximum, capables de jeter des sorts ou non.). Dans le combat qui oppose les Forces des Ténèbres aux Forces de la Lumière, le domaine boréal du Cercle de Glace se tient à l’écart. Arraché de votre patrie par les Seigneurs Obscurs, votre mission est d’enquêter sur le Cercle de Glace pour leur compte…et d’en revenir, si vous le pouvez.
- L'Abîme[35] est le second mini-solo de Paul Creelman, sorti au format papier A5 chez Lulu dans le même livret que Le Cercle de Glace (voir ci-dessus). Ce solo vous permettra quant à lui de donner une nouvelle chance à vos personnages morts au combat. L’Abîme, c’est la dernière chance pour un aventurier mort de revenir à la vie, quels que soient son espèce, son type et son niveau. Mais avant cela, il lui faudra affronter un monde étrange et périlleux où les apparences sont souvent trompeuses.
- Le Temple Obscur[36] est une aventure en solitaire pour personnage de niveau faible à moyen, ayant un bonus de combat entre 10 et 75, se déroulant en 3 actes : en extérieur (forêt, plaine, montagne, lac, voire mines ou tunnels), en intérieur (temple de Krestok) et dans une autre dimension ! Le livret comporte une carte du royaume de Myre, accompagnée d’une description des principaux lieux et personnages d’intérêt et d’un mini-scénario pour jouer en groupe.

À noter qu'il existe un abrégé des règles de Tunnels et Trolls 8 ainsi qu'une fiche de personnage en téléchargement gratuit. L'abrégé des règles permet de découvrir le jeu et donne la possibilité de jouer aux solos, mais est limité aux guerriers. Certaines aventures en groupe (ou "scénarios") sont téléchargeables gratuitement sur le site de l'éditeur, Grimtooth, comme Boomshartak : origines (une introduction à Les jungles-araignées de Boomshartak) ; Dans la tête de Sxelba et, La ravine aux gobelins (adaptations de donjons en 1 page) et Les sept épreuves de Carthagan (aventure d'initiation écrite par Ken St. Andre). D'autres aventures sont par ailleurs disponibles légalement sur le forum Rêves d'Ailleurs ou dans des magazines comme les Chroniques d'Altaride (n° 18, 25, et 36) et Casus Belli (n° 13).
Critiques de Tunnels et Trolls 8
Les principales critiques visant habituellement T&T portent sur sa simplicité et sur l'absence d'univers. Le deuxième point mériterait à présent d'être revu, depuis la parution de l'édition de luxe américaine des règles de Tunnels & Trolls (2015), qui comporte un chapitre intitulé "Trollworld Atlas", qui donne des détails sur l'histoire et la géographie de la Terre des Trolls. Surtout, en avril 2019, Grimtooth a sorti, en français uniquement, un livre de la Terre des Trolls de 300 pages.

### Suppléments divers
Grimtooth 3.0
Unique supplément disponible en français et comportant des caractéristiques complètes pour Tunnels et Trolls 8 (à part la gamme des aventures pour groupe et en solitaire décrite plus haut dans la partie "Tunnels et Trolls 8, l'édition française"). Ce livre de pièges est une compilation des célèbres Grimtooth's Traps, parue en 2014 aux éditions Narrativiste et financée par une campagne de souscription chez Ulule.
Tous les autres suppléments sont écrits en anglais.
Aventures en solitaire (USA)
Ces scénarios se jouent en solo, sans meneur de jeu, en reprenant le principe des livres-jeu. Sans indication, ils s'adressent à un personnage de niveau 1 à 4.
- Buffalo Castle par Rick Loomis (en). « Solo d'initiation qui vous mènera tout droit dans la demeure d'un mage fou ». Traduit en français en 2012 par Grimtooth sur la base d'une version revue, corrigée et augmentée par Rick Loomis, avec des apports de Ken St. Andre et de Liz Danforth, laquelle a également fourni de nouvelles illustrations (voir plus haut Château Bison).
- Deathtrap Equalizer par Ken St. Andre. « Diverses aventures pendant le voyage du Lion, ou pour les moins courageux le voyage de la Grenouille ». Traduit en français en 1984 par Jeux Actuels.
- Naked Doom par Ken St. Andre. « Ils vous ont capturé, et maintenant vous participez à une marche forcée à cause du programme de réhabilitation et de punition des criminels... » Traduit en français en 2012 par Grimtooth (voir plus haut Le Dépouillement Dernier).
- Beyond the Silvered Pane par James and Steven Marciniak. « Vous retrouvant par erreur prisonnier des mondes-miroirs de Marcelanius le Merveilleux, vous serez chanceux si vous parvenez à en sortir ».
- City of Terrors par Michael A. Stackpole. « Une aventure en extérieur dans l'île de Phoron, et plus précisément dans sa capitale, Le Mouette ».
- Arena of Khazan par Ken St. Andre. « Combattez pour votre liberté ou votre vie dans les arènes sanglantes ».
- Sewers of Oblivion par Michael A. Stackpole. « Aventure prenant de nouveau pour toile de fond la cité de La Mouette ». Pour 1 personnage de niveau 1 à 7. (niveau recommandé : 3 à 5).
- Sea of Mystery par G. Arthur Rahman. « Prenez votre sac et embarquez pour un voyage à travers l'océan des mystères ! ».
- Gamesmen of Kasar par Roy Cram. « Êtes-vous prêt pour le défi des Hommes de Jeu ? ».
- Beyond the Wall of Tears par K. Martin Aul. « Perdu dans des cauchemars horribles, arriverez-vous à sortir votre petite sœur des mains cruelles du lord de fer, Cantahf ? ».
- Captif d’Yvoire par Steven Estvanik. « Capturé par surprise par votre principal ennemi, le duc de Binaire. Echapper semble impossible, mais il faut le tenter ! ».
- The Amulet of the Salkti par David Steven Moskowitz. « Vous devez retrouver une précieuse amulette qui permettra de sauver la cité de Freegore d'un péril mortel, le démon Sxelba et ses armées d'orcs ». Pour 1 personnage de niveau 1 à 8.
- Red Circle par Michael A. Stackpole. « Le baron vous a proposé un marché : éliminez les envahisseurs et vous serez un homme plus riche que vous ne saurez l'imaginer. »
- Caravan to Tiern par Andrea Mills. « Tiern semble être la plateforme rêvée comme départ pour de nombreuses aventures. Mais en vous y rendant, vous tombez sur une bande de pillards, et vous vous joignez à une caravane pour votre sécurité mutuelle ».
- Dark Temple par Stefan Jones. « Les adorateurs de Krestock sont-ils vraiment les moines inoffensifs dont ils ont l'air, ou les zélateurs d'un gourou assoiffé de pouvoir qui ne songe qu'à dominer la province de Myre et en asservir toute la population ? En temps normal, vous ne vous seriez même pas posé la question, mais vous n'avez d'autre choix que de trouver votre destin dans la gueule du loup, en ce lieu que l'on appelle le temple des ténèbres ». à paraître en français chez Grimtooth.
- When the Cat’s Away par Catherine DeMott, inclut également de nouvelles règles de magie pour sorcier solitaire par James Walker, et un défi intellectuel avec une aventure solo par Rick Loomis. 3 aventures solos en un livre de 80 pages. Les 2 premières s'adressent à un sorcier novice, la troisième est aussi une parodie hilarante !

Aventures pour groupe (USA)
Ces scénarios nécessitent un meneur de jeu et plusieurs joueurs (en général 4 à 6)
- The Isle of Darksmoke partie 1 par Larry DiTillio. « Ce scénario d'introduction fait entrer les personnages dans l'aventure et les amène aux deux premières parties d'un immense donjon (le village sans nom et le niveau du dôme). Seuls des aventuriers résolus et réfléchis pourront survivre à cette aventure qui les opposera au terrible sorcier-guerrier Darksmoke ».
- Catacombs of the Bear Cult par Jim "Bear" Peters. « Le Culte du grand ours devient une menace mortelle, et une récompense sonnante et trébuchante contre la capture du grand prêtre du culte, Bjorni. Le groupe de vaillants aventuriers arrive à la frontière du territoire du culte, à la recherche de gloire et de fortune ».

Suppléments divers
- Mage’s Blood & Old Bones, un recueil de nouvelles ayant comme toile de fond le monde de T&T.
- Sorcerer's apprentice, un fanzine.
- Circle of Ice, une suite de mini-aventures solos.
- Captif d’Yvoire & Beyond the Silvered Pane, une suite de mini-aventures solos.